# Qiaotou
Qiaotou (chiń. upr. 桥头区; chiń. trad. 橋頭區; pinyin Qiáotóu qū; Wade-Giles Ch’iao-t’ou ch’ü) – dzielnica (chiń. 區, qū) w rejonie Gangshan miasta wydzielonego Kaohsiung na Tajwanie. 
23 czerwca 2009 komitet przy Ministrze Spraw Wewnętrznych Republiki Chińskiej zarekomendował scalenie dotychczasowego powiatu Kaohsiung (chiń. trad. 高雄縣; pinyin Gāoxióng xiàn) i miasta wydzielonego Kaohsiung (chiń. trad. 高雄直轄市; pinyin Gāoxióng zhíxiáshì) w jedno miasto wydzielone; wszystkie gminy wiejskie (chiń. 鄉, xiāng), jak Qiaotou, miejskie oraz miasta wchodzące w skład powiatu zostały przekształcone w dzielnice (chiń. 區, qū). Ustawa weszła w życie 25 grudnia 2010 roku.
Populacja dzielnicy Qiaotou w 2016 roku liczyła 37 448 mieszkańców – 18 407 kobiet i 19 041 mężczyzn. Liczba gospodarstw domowych wynosiła 13 444, co oznacza, że w jednym gospodarstwie zamieszkiwało średnio 2,79 osób.

## Demografia (2011–2016)
| Rok  | Liczba ludności | Gęstość zaludnienia | Kobiety | Mężczyźni | Gospodarstwa domowe |
| ---- | --------------- | ------------------- | ------- | --------- | ------------------- |
| 2011 | 36 809          | 1419                | 17 968  | 18 841    | 12 884              |
| 2012 | 36 962          | 1425                | 18 092  | 18 870    | 13 016              |
| 2013 | 37 010          | 1426                | 18 131  | 18 879    | 13 084              |
| 2014 | 37 198          | 1434                | 18 241  | 18 957    | 13 185              |
| 2015 | 37 317          | 1438                | 18 315  | 19 002    | 13 268              |
| 2016 | 37 448          | 1443                | 18 407  | 19 041    | 13 444              |